# Sverre Dahlen Aspenes
Sverre Dahlen Aspenes (ur. 20 czerwca 1997 w Skatval) – norweski biathlonista, dwukrotny medalista mistrzostw świata juniorów.

## Kariera
Po raz pierwszy na arenie międzynarodowej pojawił się w 2017 roku, startując na mistrzostwach Europy juniorów w Novym Měscie. Zajął tam 12. miejsce w sprincie i 13. w biegu pościgowym. Podczas rozgrywanych rok później mistrzostw świata juniorów w Otepää zwyciężył w biegu pościgowym, a w sprincie był trzeci.
W Pucharze Świata zadebiutował 13 stycznia 2022 roku w Ruhpolding, zajmując 52. miejsce w sprincie. Pierwsze punkty w zawodach tego cyklu zdobył trzy dni później w tej samej miejscowości, kończąc bieg pościgowy na 25. miejscu.

## Osiągnięcia

### Mistrzostwa świata juniorów
| Rok  | Miejscowość | Konkurencje | Konkurencje | Konkurencje | Konkurencje | Konkurencje | Konkurencje | Konkurencje |
| Rok  | Miejscowość | IN          | SP          | PU          | MS          | RL          | MR          | SR          |
| ---- | ----------- | ----------- | ----------- | ----------- | ----------- | ----------- | ----------- | ----------- |
| 2018 | Otepää      | –           | 3.          | 1.          | nd.         | –           | nd.         | –           |

### Puchar Świata

#### Miejsca w klasyfikacji generalnej
| Sezon     | Miejsce |
| --------- | ------- |
| 2021/2022 | 62.     |

#### Miejsca na podium chronologicznie
Dahlen Aspenes nigdy nie stanął na podium indywidualnych zawodów PŚ.